# Новотроицкое (Фёдоровский район)
Новотроицкое (баш. Яңы Троицкий) — деревня в Федоровском районе Республики Башкортостан Российской Федерации. Входит в состав Дедовского сельсовета. 

## География

### Географическое положение
Расстояние до:
- районного центра (Фёдоровка): 9 км,
- центра сельсовета (Дедово): 4 км,
- ближайшей ж/д станции (Мелеуз): 74 км.

## Население
| 2002 | 2009 | 2010 |
| ---- | ---- | ---- |
| 47   | →47  | ↘37  |

Национальный состав
Согласно переписи 2002 года, преобладающая национальность — русские (79 %).